# Nicola Zerola
Nicola Zerola (Napoli, 1876 – New York, 21 luglio 1936) è stato un tenore italiano che ebbe una carriera internazionale attiva dal 1898 al 1928.

## Biografia
Iniziò la carriera in Italia, ma cantò in concerti e opere a livello internazionale durante i primi anni del XX secolo. Nel 1908 si trasferì negli Stati Uniti dove fu attivo con importanti compagnie d'opera a New York, Chicago e Filadelfia fino alla fine degli anni 1920. Tra il 1909 e il 1911 registrò 13 opere per la Victor Talking Machine Company presso gli studi di Camden, nel New Jersey. Realizzo anche 11 registrazioni da solista e un duetto per la Gramophone and Typewriter Company in Inghilterra nel 1910-1911.
Iniziato la sua carriera come baritono e debuttò nel 1898 al Teatro Rossetti di Trieste, nel ruolo di Tonio in Pagliacci di Leoncavallo.  Canto quindi al Teatro Comunale di Firenze e in altri teatri lirici delle province italiane. Debuttò come tenore nel 1903 nel ruolo di Canio in Pagliacci.  Subito dopo si esibì in Belgio, Egitto, Francia, Spagna, Paesi Bassi e Sud America. Nel novembre del 1908 ebbe un grande successo al Teatro Comunale di Bologna nel ruolo di Radamès in Aida di Verdi.
Nel 1907 viaggiò, con una piccola compagnia, negli Stati Uniti dove fu lodato dalla critica e dal pubblico. Ciò lo portò alla scrittura alla Manhattan Opera Company di New York da parte di Oscar Hammerstein I nel 1908. Debuttò con la compagnia nel gennaio 1909 alla Manhattan Opera House sotto la direzione di Giuseppe Sturani nel ruolo di Radames con Mariette Mazarin nel ruolo di Aida e Marguerite d'Alvarez in quello di Amneris. Rimase a New York fino a quando la compagnia cessò di operare nel 1910, cantando ruoli come Manrico ne Il trovatore di Verdi e quello da protagonista in Otello sempre di Verdi. Nel 1909 reinterpretò Radames al fianco di Ester Adaberto con la Grand Opera Company italiana. Cantò anche  con la Philadelphia Opera Company di Hammerstein nel 1909-1910. Debuttò con quella compagnia nel ruolo di Canio in Pagliacci con Emma Trentini nel ruolo di Nedda al Philadelphia Opera House il 25 novembre 1909.
Il 21 novembre 1910 cantò di nuovo Radames per il suo debutto con la Chicago Grand Opera Company con Jeanne Korolowicz nei panni di Aida. Si esibì attivamente con la compagnia fino al maggio 1911 in esibizioni sia a Chicago che a Filadelfia. Altri suoi ruoli con quella compagnia furono quello di Raoul de Nangis in Gli ugonotti (Les Huguenots), di Manrico in Otello di Giacomo Meyerbeer. Nel gennaio del 1911 aprì la nuova stagione della Baltimore Opera Company nel ruolo di Radames. Nel 1911-1912 fu impegnato con la Royal Opera House di Londra, dove interpretò i ruoli di Riccardo in Un ballo in maschera, Canio, Manrico, Otello, Radames e Raoul de Nangis.
Nel 1920-1921 cantò al Metropolitan Opera di New York nel ruolo di Canio. e con la Philadelphia Grand Opera Company in quello di Otello. Fu anche attivo con la Philadelphia Opera negli anni '20. Nel 1928 cantò il ruolo di Prinzivalle nella prima di New York della Monna Vanna di Henry Février. Morì a New York nel 1936.